# Sacro (religione romana)
(Riportato da Arnobio in Adversus nationes III, 43)

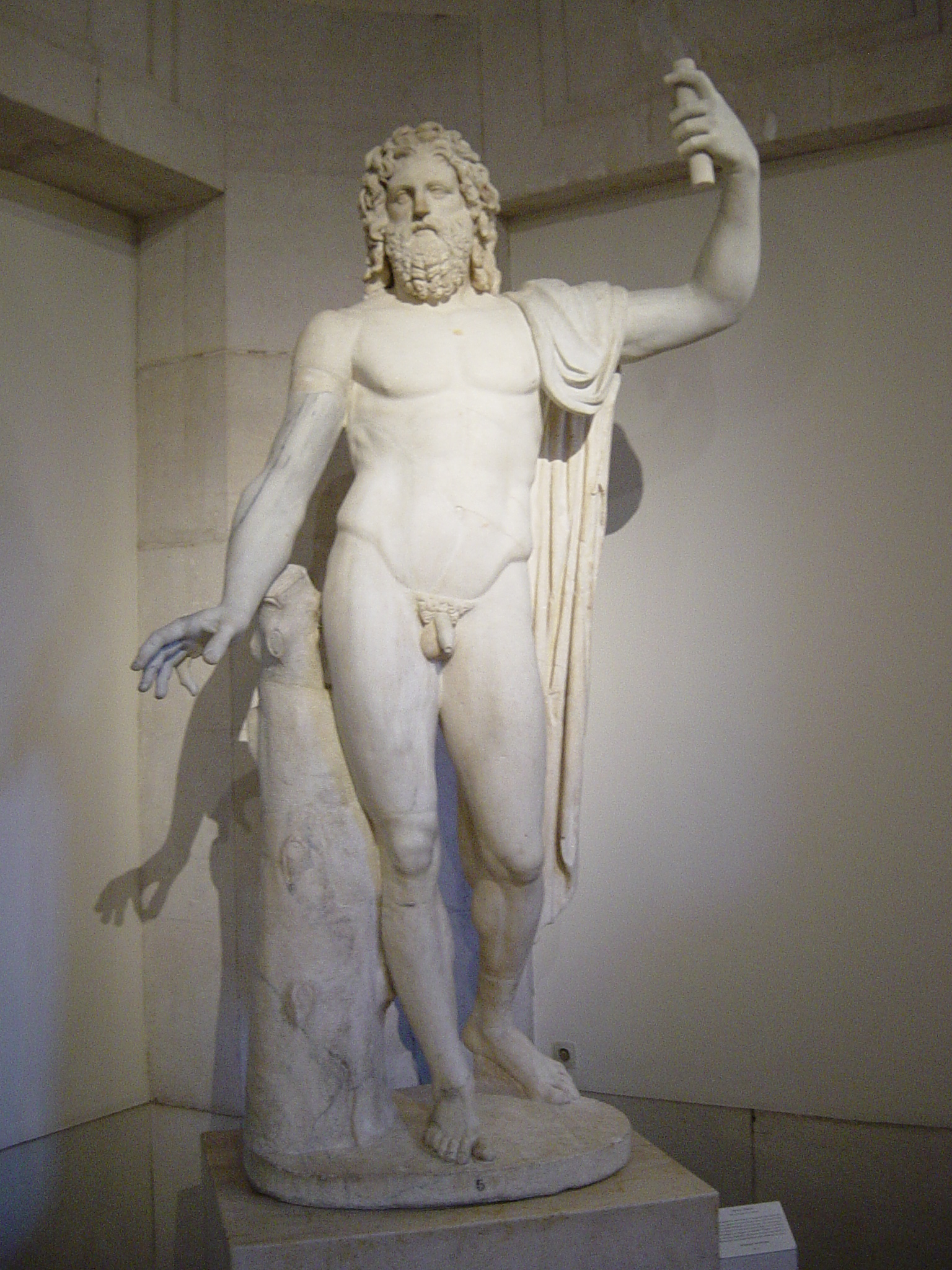
Iupiter tonans, statua romana risalente al I secolo d.C. probabilmente commissionata da Domiziano per sostituire, con poche varianti, nel Santuario di Augusto la precedente scolpita da Leocare (IV secolo a.C.) e dedicata a Zeus brontaios (Museo del Prado, Madrid).

Dal termine latino arcaico sakros originano due successivi termini latini: sacer e sanctus. Lo sviluppo del termine sakros, nel suo variegarsi di significati procede, per quanto inerisce al sanctus per via del suo participio sancio che è collegato a sakros per mezzo di un infisso nasale.

## Etimologia
Sacer e sanctus, pur provenendo dalla stessa radice sak, possiedono dei significati originari molto diversi.
Il primo, sacer,  è ben descritto da Sesto Pompeo Festo (II secolo d.C.) nel suo De verborum significatu dove precisa che: «Homo sacer is est, quem populus iudicavit ob maleficium; neque fas est eum immolari, sed, qui occidit, parricidii non damnatur.». Quindi, e in questo caso, l'uomo sacro è colui che portando una colpa infamante che lo espelle dalla comunità umana deve essere allontanato. Non lo si può perseguire, ma non si può perseguire nemmeno colui che lo uccide. L'Homo sacer non appartiene, non è perseguito né è tutelato dalla comunità umana.
Sacer è quindi ciò che appartiene ad 'altro' rispetto agli uomini, appartiene agli Dèi, come gli animali del sacrificium (rendere sacer).
Nel caso di sacer la sua radice sak inerisce a ciò che viene stabilito (sak) come non attinente agli uomini.
Sanctus invece, come spiega il Digesto, è tutto ciò che deve essere protetto dalle offese degli uomini. È sancta quell'insieme di cose che sono sottomesse ad una sanzione. Esse non sono né sacre né profane. Esse non sono comunque consacrate agli Dèi, non appartengono a loro. Ma sanctus non è nemmeno profano, deve essere protetto dal profano e rappresenta il limite che circonda il sacer anche se non lo riguarda.
Sacer è tutto ciò che appartiene quindi ad un mondo fuori dall'umano: dies sacra, mons sacer.
Mentre sanctus non appartiene al divino: lex sancta, murus sanctus.  Sanctus è tutto ciò che è proibito, stabilito, sanzionato dagli uomini e, con questo, anche sanctus si relaziona al radicale indoeuropeo sak.
Ma col tempo, sacer e sanctus si sovrappongono. Sanctus non è più solo il "muro" che delimita il sacer ma entra esso stesso in contatto col divino: dall'eroe morto sanctus, all'oracolo sanctus, ma anche Deus sanctus. Su questi due termini, sacer e sanctus,  si fonda un ulteriore termine, questo dall'etimologia incerta, religio, ovvero quell'insieme di riti, simboli, credenze e significati che consentono all'uomo romano di comprendere il "cosmo", di stabilirne i contenuti e di mettersi in relazione con esso e con gli Dèi.
Così la città di Roma diviene essa stessa sacra in quanto avvolta dalla maiestas che il Dio Iupiter ha consegnato al suo fondatore, Romolo. Attraverso le sue conquiste, la città di Roma offre una collocazione agli uomini nello spazio "sacro" da essa rappresentato.

## Uso
La sfera del sacer-sanctus romano appartiene al sacerdos che, nel mondo romano unitamente all'imperator si occupa delle res sacrae che consentono di rispettare gli impegni verso gli Dèi. Così sacer divengono le vittime dei "sacrifici", gli altari e le loro fiamme, l'acqua purificatrice, gli incensi e le stesse vesti dei "sacerdoti". Mentre sanctus è riferito alle persone: i re, i magistrati, i senatori (pater sancti) e da questi alle stesse divinità.